# Рабин, Александр Оскарович
Александр Оскарович Рабин (5 июня 1952, Лианозово — 27 декабря 1994, Париж) — советский и французский художник. Представитель неофициального искусства.

## Биография
Родился в 1952 году в Лианозове, в семье Оскара Рабина и Валентины Кропивницкой. Вместе с отцом был участником и одним из организаторов неофициальных выставок, в том числе и в знаменитой «Бульдозерной» на пустыре в Беляево. С 1978 года, эмигрировав с родителями, жил и работал во Франции. Погиб 27 декабря 1994 года в Париже.

## Работы находятся в собраниях
- Государственная Третьяковская Галерея, Москва.
- Государственный Русский музей, Санкт-Петербург.
- Музей «Другое искусство», Москва.
- Музей П. Людвига, Кёльн.
- Коллекция Нэнси и Нортона Додж, США.

## Персональные выставки
- 2007 — «Оскар Рабин, Валентина Кропивницкая, Александр Рабин». ГМИИ им. А.С. Пушкина, Москва.

## Семья
- Кропивницкий, Евгений Леонидович — дед, поэт, художник, композитор.
- Потапова, Ольга Ананьевна — бабка, художник.
- Кропивницкая, Валентина Евгеньевна — мать, художник.
- Рабин, Оскар Яковлевич — отец, художник.
- Кропивницкий, Лев Евгеньевич — дядя, художник.
- Кропивницкий, Дмитрий Александрович — сын.